# Lucas Abascia
Lucas Nicolás Abascia (Rosario, provincia de Santa Fe, 10 de diciembre de 1995) es un futbolista argentino. Juega de defensor y su equipo actual es el Central Córdoba (SdE) de la Primera División de Argentina.

## Trayectoria
Abascia comenzó su carrera en el Tiro Federal de Rosario del Argentino B.
En 2017 se unió al Sportivo Las Parejas del Torneo Federal A, donde jugó tres temporadas.
En 2021 llegó al Deportivo Morón de la Primera B Nacional, donde disputó 52 encuentros en dos temporadas.
El 29 de diciembre de 2022, Abascia se incorporó al Ñublense de la Primera División de Chile de cara a la temporada 2023. Debutó en la primera categoría chilena el 20 de enero de 2023 en la victoria por 0-1 sobre Unión Española.
El 27 de enero de 2024, es anunciada su cesión a Quilmes de la Primera B Nacional por toda la temporada.
A medidos de la temporada, el defensor fue cedido al Central Córdoba (SdE).

## Estadísticas
| Club                            | Div.          | Temporada     | Liga  | Liga  | Copas | Copas | Copas internacionales | Copas internacionales | Total | Total | Media goleadora(3) |
| Club                            | Div.          | Temporada     | Part. | Goles | Part. | Goles | Part.                 | Goles                 | Part. | Goles | Media goleadora(3) |
| ------------------------------- | ------------- | ------------- | ----- | ----- | ----- | ----- | --------------------- | --------------------- | ----- | ----- | ------------------ |
| Tiro Federal Argentina          | 4.ª           | 2016          | 13    | 3     | 0     | 0     | —                     | —                     | 13    | 3     | 0.23               |
| Tiro Federal Argentina          | Total club    | Total club    | 13    | 3     | 0     | 0     | 0                     | 0                     | 13    | 3     | 0.23               |
| Sportivo Las Parejas Argentina  | 3.ª           | 2017-18       | 12    | 0     | 0     | 0     | —                     | —                     | 12    | 0     | 0                  |
| Sportivo Las Parejas Argentina  | 3.ª           | 2018-19       | 20    | 0     | 1     | 0     | —                     | —                     | 21    | 0     | 0                  |
| Sportivo Las Parejas Argentina  | 3.ª           | 2019-20       | 17    | 0     | 2     | 0     | —                     | —                     | 19    | 0     | 0                  |
| Sportivo Las Parejas Argentina  | 3.ª           | 2020          | 7     | 0     | —     | —     | —                     | —                     | 7     | 0     | 0                  |
| Sportivo Las Parejas Argentina  | Total club    | Total club    | 56    | 0     | 3     | 0     | 0                     | 0                     | 59    | 0     | 0                  |
| Deportivo Morón Argentina       | 2.ª           | 2021          | 18    | 1     | 0     | 0     | —                     | —                     | 18    | 1     | 0.06               |
| Deportivo Morón Argentina       | 2.ª           | 2022          | 34    | 1     | 1     | 0     | —                     | —                     | 35    | 1     | 0.03               |
| Deportivo Morón Argentina       | Total club    | Total club    | 52    | 2     | 1     | 0     | 0                     | 0                     | 53    | 2     | 0.04               |
| Ñublense · Chile                | 1.ª           | 2023          | 17    | 1     | 0     | 0     | 4                     | 0                     | 21    | 1     | 0.05               |
| Ñublense · Chile                | Total club    | Total club    | 17    | 1     | 0     | 0     | 4                     | 0                     | 21    | 1     | 0.05               |
| Quilmes Argentina               | 2.ª           | 2024          | 12    | 0     | 1     | 0     | —                     | —                     | 13    | 0     | 0                  |
| Quilmes Argentina               | Total club    | Total club    | 12    | 0     | 1     | 0     | —                     | —                     | 13    | 0     | 0                  |
| Central Córdoba (SdE) Argentina | 1.ª           | 2024          | 19    | 0     | 5     | 0     | —                     | —                     | 24    | 0     | 0                  |
| Central Córdoba (SdE) Argentina | 1.ª           | 2025          | 15    | 1     | 0     | 0     | 6                     | 0                     | 21    | 1     | 0.05               |
| Central Córdoba (SdE) Argentina | Total club    | Total club    | 34    | 1     | 5     | 0     | 6                     | 0                     | 45    | 1     | 0.02               |
| Total carrera                   | Total carrera | Total carrera | 184   | 7     | 10    | 0     | 10                    | 0                     | 204   | 7     | 0.03               |

## Palmarés

### Títulos provinciales
| Título        | Club                 | País     | Año  |
| ------------- | -------------------- | -------- | ---- |
| Copa Santa Fe | Sportivo Las Parejas | Santa Fe | 2019 |

### Títulos nacionales
| Título         | Equipo                | Sede     | Año  |
| -------------- | --------------------- | -------- | ---- |
| Copa Argentina | Central Córdoba (SdE) | Santa Fe | 2024 |